# Rynchobanchus bicolor
Rynchobanchus bicolor là một loài tò vò trong họ Ichneumonidae.